# Franvillers Communal Cemetery
Franvillers Communal Cemetery is een begraafplaats gelegen in de Franse plaats Franvillers (Somme). De militaire graven worden onderhouden door de Commonwealth War Graves Commission.
De begraafplaats telt 8 geïdentificeerde Gemenebest graven uit de Eerste Wereldoorlog.